# Филин (Marvel Comics)
Филин (англ. Owl) — персонаж из вселенной Marvel Comics. Является врагом Сорвиголовы, Человека-паука и Чёрной кошки.

## История создания
Персонаж сначала появился в Daredevil #3 (август 1964) и первоначально предназначался на роль главного противника Людей Икс. Но планы были изменены, и вместо него был создан новый злодей — Апокалипсис.

## Биография
Лилэнд Оулсли был успешным финансистом и финансовым инвестором, заслужившим прозвище «Сова Уолл-стрит» из-за финансовой мудрости, пока его преступные связи не были вскрыты Службой внутренних доходов. После этого он оставил свою профессию, стал профессиональным преступником и в конечном счете криминальным авторитетом, борясь против Сорвиголовы в своём первом появлении. Хотя он позже получил сыворотку, которая дала ему способность летать и в дальнейшем изменила его облик, прежде всего он был преступным боссом и использовал в качестве оружия свой проницательный ум. На Филина, кроме незначительных проступков нет никакого досье, несмотря на его криминальное предприятие.
Филин похитил осудившего его ранее судью, и боролся против Сорвиголовы, используя гигантскую механическую сову. Позже он переехал в Сан-Франциско, и объединил силы с Мистером Клином. Он попытался захватить Сорвиголову, но ему помешала Черная Вдова. Позже Оулсли, переехал в Чикаго, и приобрел технологию, иссушавшую умственные способности и знания. Сова возвратился в Сан-Франциско, и захватил Сорвиголову и Черную Вдову. Позже злодей был поражён болезнью, приведшей к параличу его ног. Филин попытался похитить невропатолога, чтобы вылечить свою болезнь, но ему помешал Сорвиголова.
Позже его вылечили, и преступник снова боролся против Сорвиголовы и Человека-паука. После битвы ему сделали модуль для поддержки жизни, и он отошёл на время от дел. После его снятия Филин был среди преступников собранных Доктором Думом, для борьбы против Фантастических четверки в Вашингтоне, округ Колумбия.
За эти годы в Оулсли оставалось всё меньше человеческого из-за причудливых экспериментов, которым он подверг себя в надежде улучшить свою способность летать и восстановить свой поврежденный спинной хребет. Ему однажды пришлось использовать экзоскелет, чтобы ходить, но с тех пор он оправился от этой раны.
Хотя Филин был для Сорвиголовы в начале главным соперником, позже он стал реже появляться из-за новых врагов героя — Амбала и Меченого. Недавно, Сова вновь начал укреплять своё присутствие в преступном мире в связи с отсутствием Амбала.

## Силы и способности
Филин принял специальную сыворотку, позволяющую ему летать на короткие расстояния, хотя он должен прыгнуть вниз с высоты по крайней мере 6 метров, чтобы сделать это. Он в состоянии выполнять сложные воздушные манёвры во время скольжения, которые невозможны для обычных людей. Способности летать помогает слабая псионическая способность поднять своё тело, для полёта он использует специальные мысы.
Его кости полые, и он обладая большей пропорциональной массой мускулов, чем нормальный человек. Сила, выносливость и реакция Оулсли увеличились в результате мутации. Его зрение и слух не имеют аналогов среди людей, голова может вращаться на 180 градусов, а глаза могут вращаться независимо друг от друга и имеют больший визуальный диапазон. Его зубы и ногти — фактически клыки и когти, которые могут легко разрывать человеческую плоть. Большинство его противников полагают, что он — обычный человек, поскольку он почти никогда не участвует в физической борьбе, предоставляя это своим подчиненным: Стервятнику и Электро.
За эти годы злодей принял множество экспериментальных сывороток и подверг себя хирургическим процедурам, чтобы увеличить свою способность к планированию. Эти эксперименты привели к смешанным результатам, и побочным эффектом стало помутнение его рассудка и то, что он стал в большей степени животным, а не человеком. Например, он любит есть живых мышей запивая их старинным вином за шестьсот долларов.
Филин применяет острые как бритва металлические когти, приложенные к предплечью и особенно разработанные мысы, напоминающие протянутые крылья совы для помощи при полете. Также он часто использует различное другое оружие, связанное с птицами (это и многое другое даёт Филину сходство с противником Бэтмена — Пингвином). Филин — высококлассный преступный лидер.

## Вне комиксов

### Телевидение
- Филин появляется в мультсериале «Человек-паук» 1994 года в эпизоде «Коварная шестёрка». Сильвермейн призывает его и других боссов преступного мира Нью-Йорка свергнуть Кингпина.
- Американский актёр Боб Гантон исполнил роль Лилэнда Оулсли в сериале «Сорвиголова» от Netflix, который является частью Кинематографической вселенной MarveI[9]. Оулсли представлен пожилым финансистом, работающим (официально) в адвокатской фирме и (фактически) на Кингпина.

### Видеоигры
- Филин является одним из боссов игры Spider-Man: The Animated Series 1995 года, основанной на мультсериале «Человек-паук» 1994 года.